# Vazhakkala
Vazhakkala es una ciudad censal situada en el distrito de Ernakulam en el estado de Kerala (India). Su población es de 51242 habitantes (2011). Se encuentra a 13 km de Cochín y a 62 km de Thrissur.

## Demografía
Según el censo de 2011 la población de Vazhakkala era de 51242 habitantes, de los cuales 25033 eran hombres y 26209 eran mujeres. Vazhakkala tiene una tasa media de alfabetización del 96,75%, superior a la media estatal del 94%: la alfabetización masculina es del 98,15%, y la alfabetización femenina del 95,40%.